# 사리체프봉

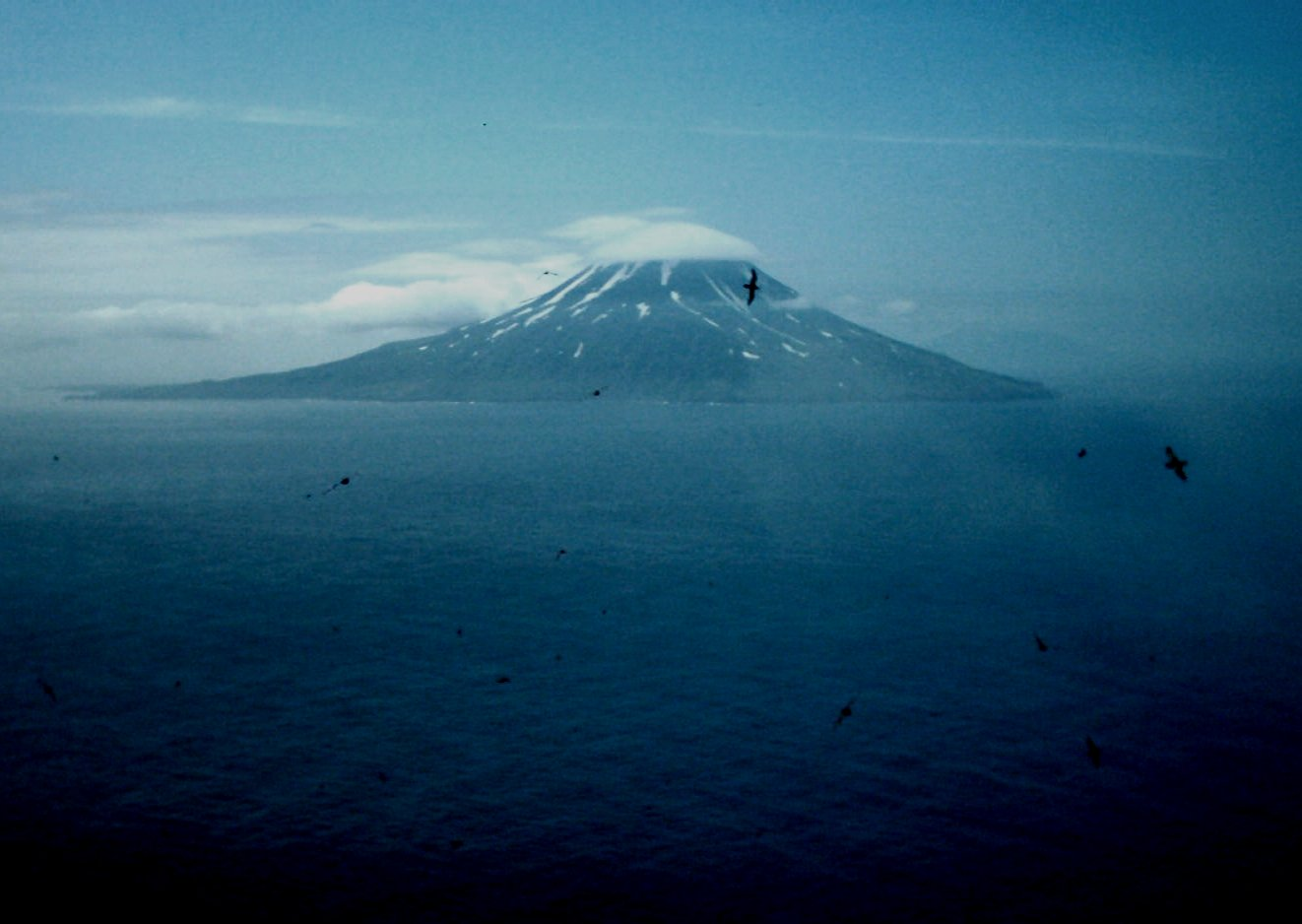
사리체프봉

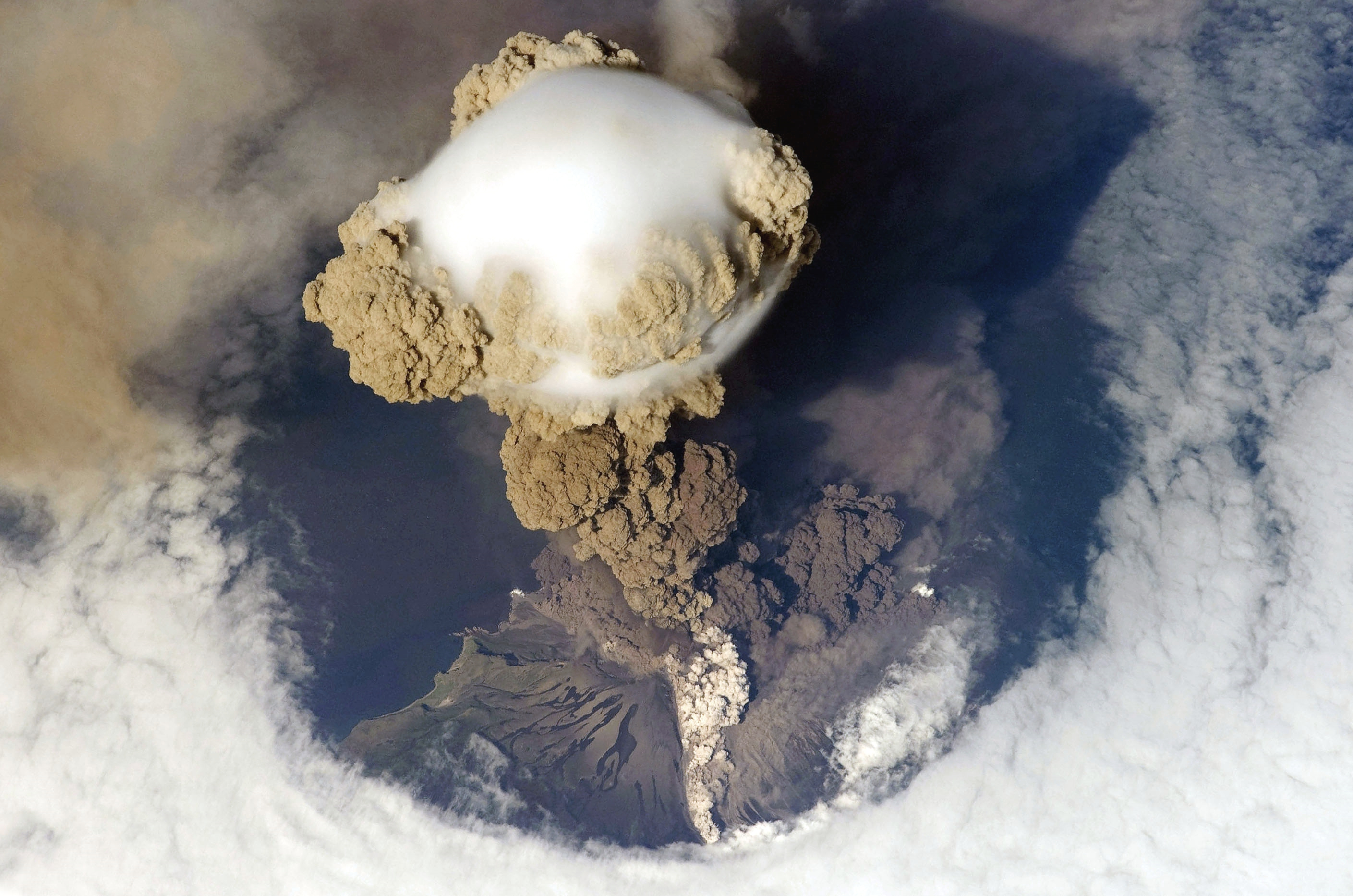
2009년 6월 12일에 일어난 사리체프봉의 분화

사리체프봉(러시아어: Вулкан Сарычева, 영어: Sarychev Peak)은 러시아의 쿠릴 열도에 위치한 성층 화산이다. 화산 이름은 러시아 제국 해군 제독을 역임한 가브릴 사리체프에서 유래된 이름이다.
이 화산은 활화산으로, 2009년 6월 12일에 분화를 마쳤다. 이 때 운이 좋게 국제 우주 정거장에 포착되었는데, 화산재가 하늘 높이 치솟았다. 현재도 꼭대기 정상에서 증기를 내뿜고 있으며, 높이는 1,496m이다.